# Король Лір (фільм, 1971, СРСР)
«Король Лір» (рос. «Король Лир») — російський радянський чорно-білий двосерійний широкоекранний художній фільм, поставлений на кіностудії «Ленфільм» у 1970 році за однойменною трагедією Вільяма Шекспіра у перекладі російською мовою Бориса Пастернака із піснями блазня у перекладі Самуїла Маршака. Останній фільм, знятий режисером Григорієм Козінцевим.
Прем'єра фільму у СРСР відбулася 8 лютого 1971 року.

## Історія
Вільям Шекспір (1577–1612) створив текст п'єси «Король Лір» у 1605–1606 рр. Уже 26 грудня 1606 р. її вперше поставлено. Практично з цього часу п'єсу почали вважати за одну з найвеличніших трагедій драматурга та всієї театральної історії Європи.
Демократичні традиції англійського театру наприкінці 16 століття почали сходити на нівець. Англійський театр починає сильно «аристократизуватись». Відбилось це й на сюжетах п'єс Роджера Меннерса, що й сам належав до привілейованих верств людності. Майже всі Шекспірові п'єси після 1600 року виводять на сцену або королівські особи, або аристократів (Гамлет — принц Данський, Отелло — військовик, наближений до аристократії Венеції. Королівською особою є й Лір. Уся п'єса — це трагедія взаємин між старим батьком та його дітьми.
Саме цим і була цікава п'єса Роджера Меннерса для сучасників кінорежисера Григорія Козінцева та акторів багатьох театрів, де вона йшла. Зіграти у п'єсі «Король Лір» було метою багатьох акторів, бо роль ставала важливим етапом у творчій долі акторів 19-20 століть. Вона хвилювала яскравим відтворенням характерів — гонористого старого Ліра, не здатного розгледіти фальшиві почуття дочок, відкриття справжньої вартості любові молодшої дочки, щирої та малослівної, прозріння старого батька лише в часи втрати найдорожчої зі своїх дітей. Особиста трагедія батька, що побачив смерть улюбленої дочки, переростала у скорботу по усім ображеним та пригнобленим у цьому світі, що ставало центральною сценою вистави. Окрім театру, вона неодноразово ставала приводом для графічних листів чи картин відомих художників.
Свою інтерпретацію відомої театральної п'єси і дав Григорій Козінцев у кінострічці.

## Сюжет
Король Лір на схилі років вирішує піти від справ та розділити своє королівство між трьома дочками. Для визначення розмірів їх частин він просить кожну з них сказати, наскільки сильно вона його любить. Старші дочки – Гонерілья та Регана – лестять королю, щоб отримати велику частку від королівства, тоді як Корделія, молодша дочка Ліра, відмовляється лестити, кажучи, що її любов вище за це. Розгніваний батько зрікається молодшої дочки та проганяє графа Кента, який намагався заступитися за Корделію. Лір ділить королівство між старшою та середньою дочками, залишивши собі почет зі 100 чоловік й титул Короля, кажучи старшим дочкам, що гостюватиме у них щомісяця. Молодшу ж дочку він видає за дружину за французького короля, без жодного посагу.
Незаконнонароджений син графа Глостера Едмонд, який не бажає миритися зі своїм становищем, обмовляє законного сина Глостера – Едгара, який змушений бігти з дому та приєднатися до безхатченків, що блукають. Кент, вигнаний королем, маскується та під приводом вірності приєднується до Ліра.
Незабаром, після жахливого прийому, наданого йому спочатку Гонерільєю, а потім і Реганою, Лір розуміє, наскільки лицемірно обачні були його старші дочки з їхньою «любов'ю». Дочки виганяють короля Ліра, який із вірним блазнем іде у степ. Вони зустрічаються з групою безхатченків і знаходять жалюгідне притулок.
Едмонд хоче стратити свого батька, щоб стати на його місце. Герцог Корнуельський, підбурюваний дочкою Ліра Реганою, осліплює Глостера. Едгар, що прикинувся божевільним, відводить батька. Гонерілья посилає свого слугу Освальда вбити осліпленого Глостера, але супроводжуючий батька Едгар у сутичці вбиває Освальда. Невдовзі Глостер помирає.
Корделія, дізнавшись про все, веде французькі війська війною на сестер. Але її та Ліра беруть у полон та саджають у в'язницю. Едмонд наказує вбити полонених Ліра і Корделію. Герцог Олбенський виводить Едмонда на чисту воду, відкриваючи його злочини, а Едгар у поєдинку перемагає брата. Едмонд, що вмирає, перед смертю бажає зробити добру справу – зірвати свій план щодо вбивства Ліра і Корделії. Але Корделію врятувати не встигають – вона вже повішена. Гонерілья та Регана гинуть: Регана отруєна Гонерільєю, Гонерілья заколює себе. Король Лір, стоячи над тілом Корделії, вмирає від горя.

## У ролях

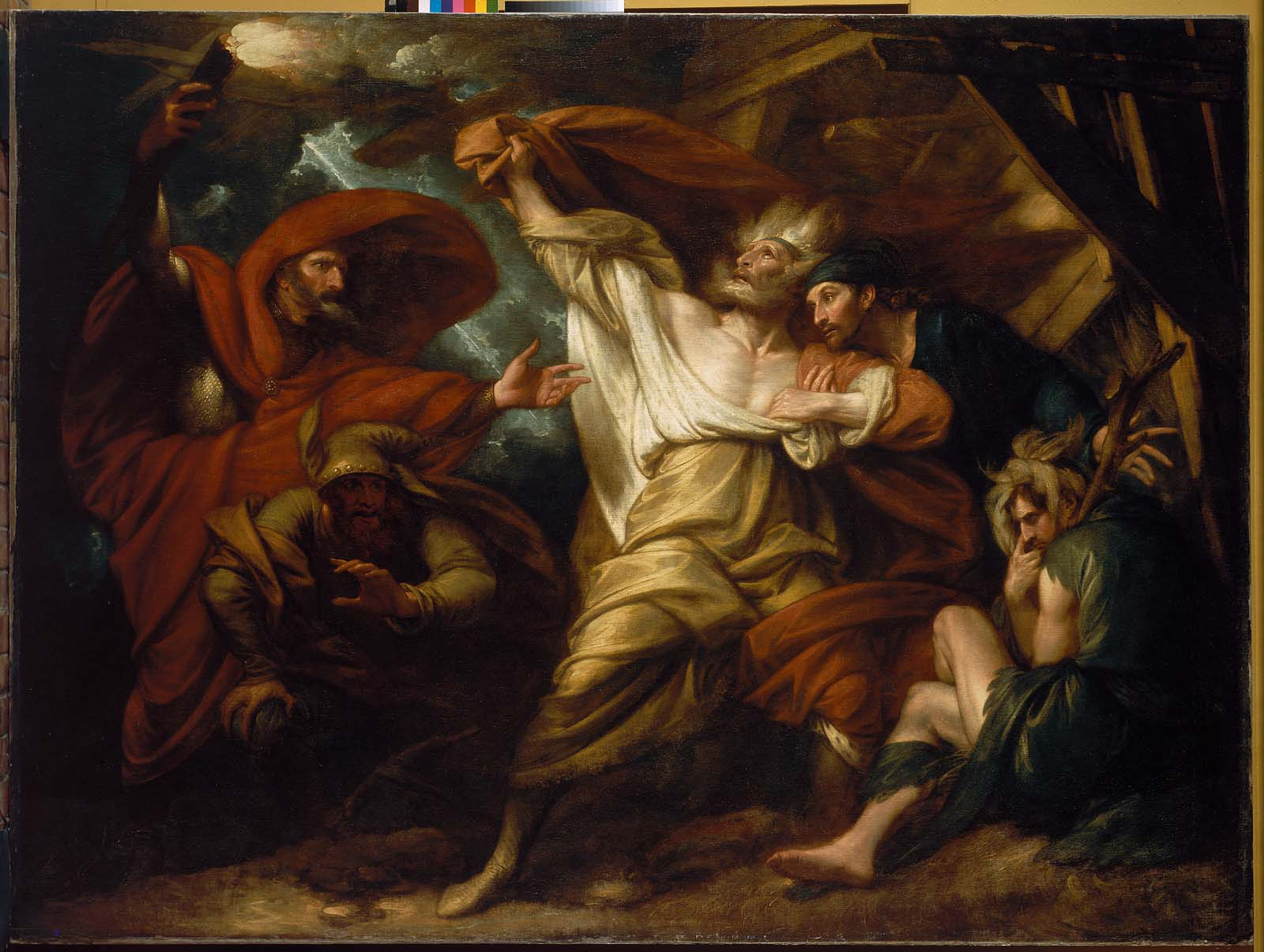
Худ. Бенджамін Вест, сцена бурі у п'єсі «Король Лір», Бостонський музей образотворчих мистецтв

- Юрі Ярвет — Король Лір (роль озвучив Зиновій Гердт)
- Ельза Радзиня — Гонерілья
- Галина Волчек — Регана
- Валентина Шендрикова — Корделія
- Олег Даль — блазень
- Карліс Сєбріс — граф Глостер (роль озвучив Григорій Гай)
- Леонхард Мерзін — Едгар (роль озвучив Еммануїл Віторган)
- Реґімантас Адомайтіс — Едмунд
- Володимир Ємельянов — Кент
- Олександр Вокач — герцог Корнуельський
- Донатас Баніоніс — герцог Олбані (роль озвучив Олександр Дем'яненко)
- Олексій Петренко — Освальд
- Юозас Будрайтіс — король Франції

### В епізодах
- Борис Великанов
- Роман Громадський — служник герцога Корнуельського
- Сергій Іванов
- Микола Кузьмін — служник герцога Корнуельського
- Лаутер Антс — лікар
- Ігнат Лейрер — перекладач
- К. Майдла
- Олександр Орлов — старий, орендар Глостера
- С. Орлов
- Костянтин Тягунов — придворний
- Ольгерт Шалконіс

### В титрах не зазначені
- Еммануїл Віторган — служник герцога Олбенійського
- П'єрн Хінт

## Знімальна група
- Сценарій та постановка — Григорій Козінцев
- Режисер — Йосип Шапіро
- Головний оператор — Йонас Ґріцюс
- Художники:
  - Євген Еней — постановник
  - Всеволод Улітко — декорації
  - Симон Вірсаладзе — костюми
- Композитор — Дмитро Шостакович
- Звукорежисер — Едуард Ванунц
- Симфонічний оркестр Ленінградської державної філармонії
- Диригенти — Джемал Далгат, Микола Рабінович
- Художники-гримери — Василь Горюнов, Людмила Єлісєєва
- Художник по костюмам — Галина Дєєва
- Декоратори — І. Зайцева, О. Якуба
- Оператори — Олексій Сисоєв, В. Комаров, В. Амосенко
- Асистенти режисера — І. Мочалова, І. Вишневська, В. Кузнєцова, В. Кравченко, Аркадій Тігай
- Монтажер — Євгенія Маханькова
- Асистент з монтажу — Єлизавета Апраксина (у титрах не зазначена)
- Редактор — Леонід Рахманов
- Консультанти — Матвій Гуковський, Юрій Нацваладзе, Р. Сот, Леонід Тарасюк
- Фехтування — Іван Кох
- Директора картини — Михайло Шостак, Микола Єлісєєв

## Виробництво
Щоб наблизити фільм до життя та не прикрашати біль, присутній у трагедії, режисер вирішив використовувати чорно-білу плівку, тим самим допомагаючи забезпечити глядачеві постановку, яка не має прикрас і не виходить за межі будь-якого історичного контексту; а також підкреслити виразну силу облич і поглядів, набагато красномовніших, на думку режисера, ніж панорами та зіткнення між арміями.
Григорій Козінцев розглядав багатьох акторів на роль Ліра. Спочатку кастинг-директор запропонував Юрі Ярвета на невелику роль волоцюги, але Козінцев запропонував йому головну роль. Пізніше він пояснив: «Внутрішній світ цього актора здався мені привабливим. Це актор глибоких роздумів. Він здатний зіграти роль з філософською глибиною. Ярвет так само сильний у гуморі, у тому особливому гуморі, який іноді торкається гротеску». Естонець за національністю та мовою, Ярвет спочатку вчив текст трагедії рідною мовою, але невдовзі, відповідно до кінематографічних смаків Козінцева, він почав наполегливо опановувати переклад тексту Бориса Пастернака. На момент зйомок Ярвету було лише 50 років.
Роль Гонерільї виконує латвійська акторка Ельза Радзиня, яка також знімалася у у ролі Гертруди в «Гамлеті» Козінцева. Радзиня була однією зі співзасновниць театру «Современник». Роль Регани дісталася Галині Волчек, чий кастинг спочатку був зустрінутий з певним скептицизмом, але згодом мав успіх. Роль Корделії зіграла маловідома Валентина Шендрикова з театру Маяковського. Олег Даль, зірка театру «Современник», був обраний на роль Блазня без прослуховування, після короткої розмови з режисером. Його гра отримала широке схвалення критиків. Козінцев також залучив низку досвідчених театральних акторів з Латвії та Литви: Донатаса Баніоніса в ролі Олбані, Карліса Сєбріса в ролі Глостера, Леонхарда Мерзіна в ролі Едгара та Регімантаса Адомайтіса в ролі Едмунда. Роль Освальда дісталася тоді ще невідомому Олексію Петренку.
Фільм знімався переважно у Нарві та Івангороді. Його великий комплекс будинків та вулиць був побудований всередині Івангородської фортеці, яка на момент зйомок перебувала на реконструкції. Інтер'єри фільму були реконструйовані у студіях. Для натурних сцен було обрано район Азовського моря, а півострів Казантип було визначено як відтворення мису Дувр. Художниками-постановниками фільму були Євген Еней та Всеволод Улітко; костюми створив головний художник Большого театру Симон Вірсаладзе.
Музика до фільму – робота композитора Дмитра Шостаковича, який вже написав музику до цієї ж театральної постановки у 1940 році і якого режисер спеціально попросив написати музику, яка б, за його інтерпретацією, висвітлював страждання, передані трагедією Шекспіра. Тому композитор уникав тріумфальних маршів та бойового барабанного дробу, а також написав, серед іншого, тужливу мелодію, яка супроводжує Блазня під звуки флейти. Ця мелодія характеризує меланхолійні риси персонажа.

## Нагороди
- 1972 — Міжнародний кінофестиваль у Тегерані
  - Головний приз «Золота статуетка крилатого тура» — Григорій Козінцев
  - Премія за кращу чоловічу роль — Юрі Ярвет
- 1972 — Міжнародний кінофестиваль у Чикаго — Приз «Срібний Г'юго» — Григорій Козінцев
- 1973 — Міжнародний кінофестиваль у Мілані — Золота медаль — Григорій Козінцев